# Punta Stilo
Punta Stilo ou Cap Stilo est un cap italien situé à Monasterace, dans la province de Reggio de Calabre, dans le sud de l'Italie.

## Description

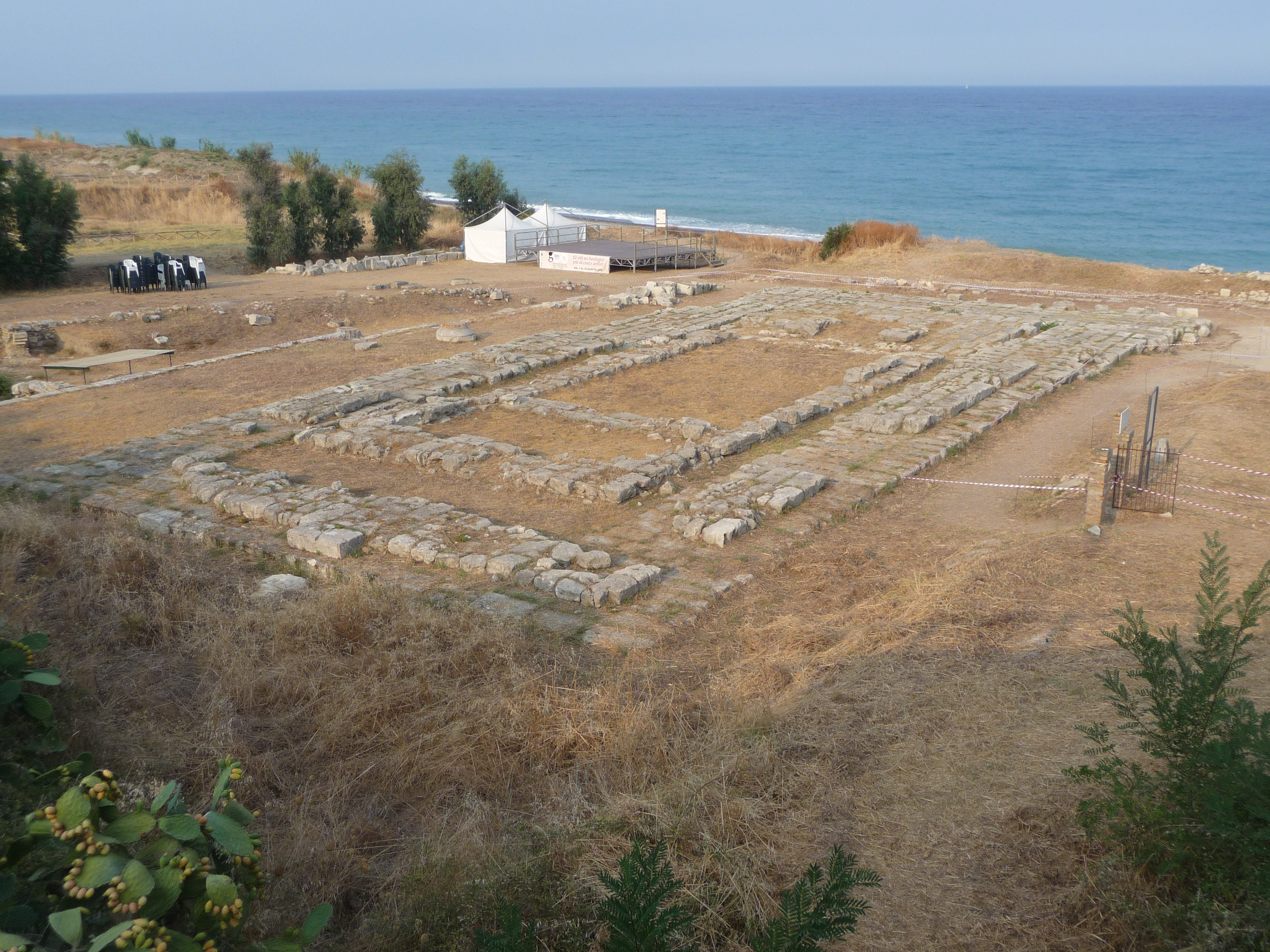
Ruines d'un temple de Kaulon.

S'y trouvent le phare de Punta Stilo (construit en 1887 et d'une portée de 22 milles nautiques) ainsi que les vestiges archéologiques de la ville de Kaulon de la Grande-Grèce. Punta Stilo fut également le lieu de la bataille de Punta Stilo qui opposa la Royal Navy britannique à la Regia Marina italienne au cours de la Seconde Guerre mondiale.